# Gilles
Gilles es un cuadro del pintor francés Jean-Antoine Watteau. Está realizado en óleo sobre lienzo. Mide 184 cm de alto y 149 cm de ancho. El tamaño de esta obra es excepcional dentro de la producción de Watteau: 1,85 m de alto y 1,50 m de ancho. Puede haber sido un cartel para una cafetería propiedad de Belloni, un antiguo actor.
Fue realizado por Watteau en 1721, año de su muerte. Se expone en el Museo del Louvre de París, Francia, con el título de Pierrot, dit autrefois Gilles, esto es, Pierrot, llamado anteriormente Gilles; asimismo es conocido como Pierrot, también llamado Gilles. Tradicionalmente se la ha llamado Gilles, pero actualmente se prefiere el título de Pierrot, por entenderse que es más apropiado al tema de la obra. 
El cuadro perteneció a Dominique Vivant Denon. Posteriormente fue adquirido por el doctor Louis La Caze, coleccionista de arte del siglo XVIII que legó su colección al Louvre en 1869.

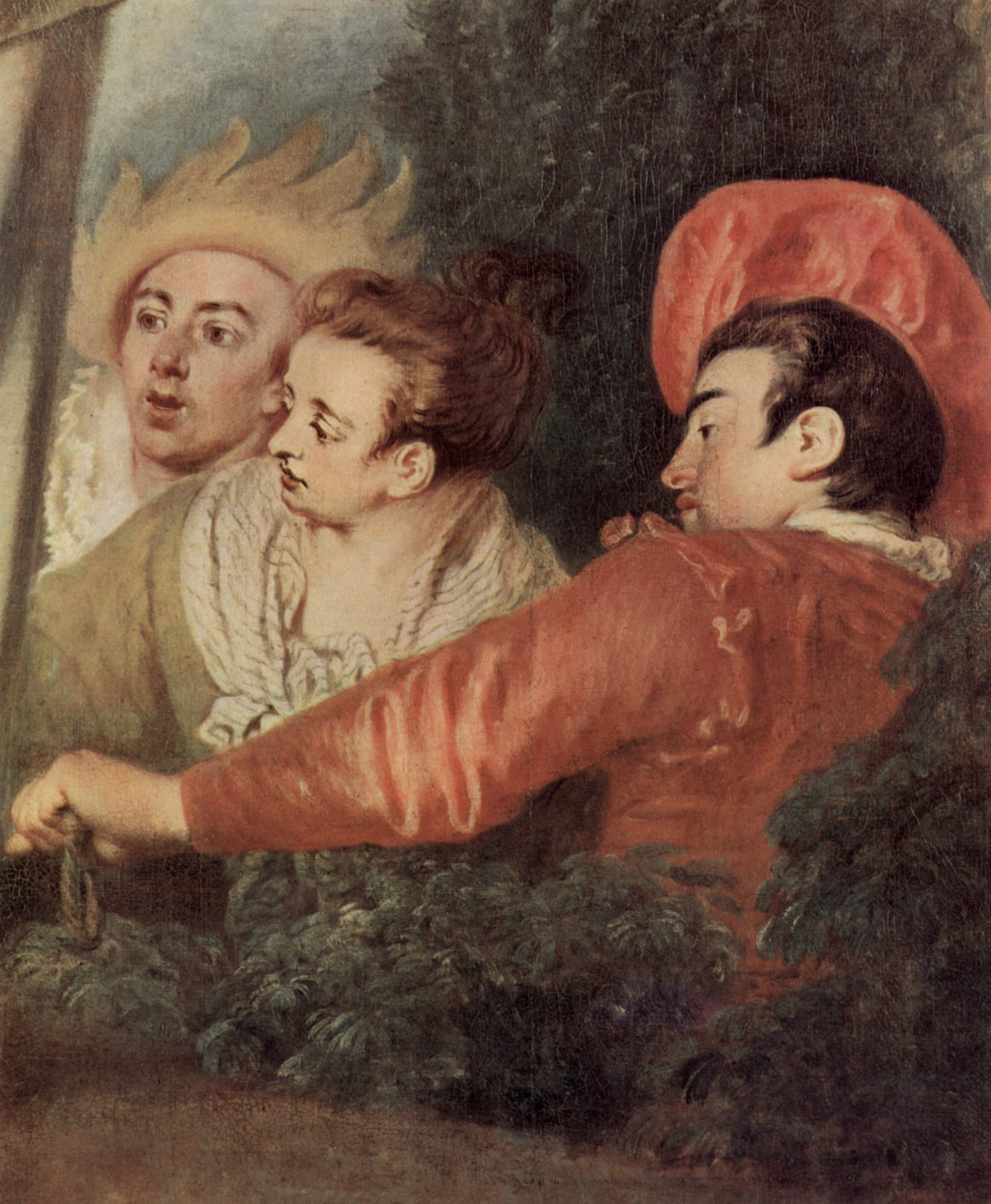
Detalle de los personajes de la derecha del cuadro

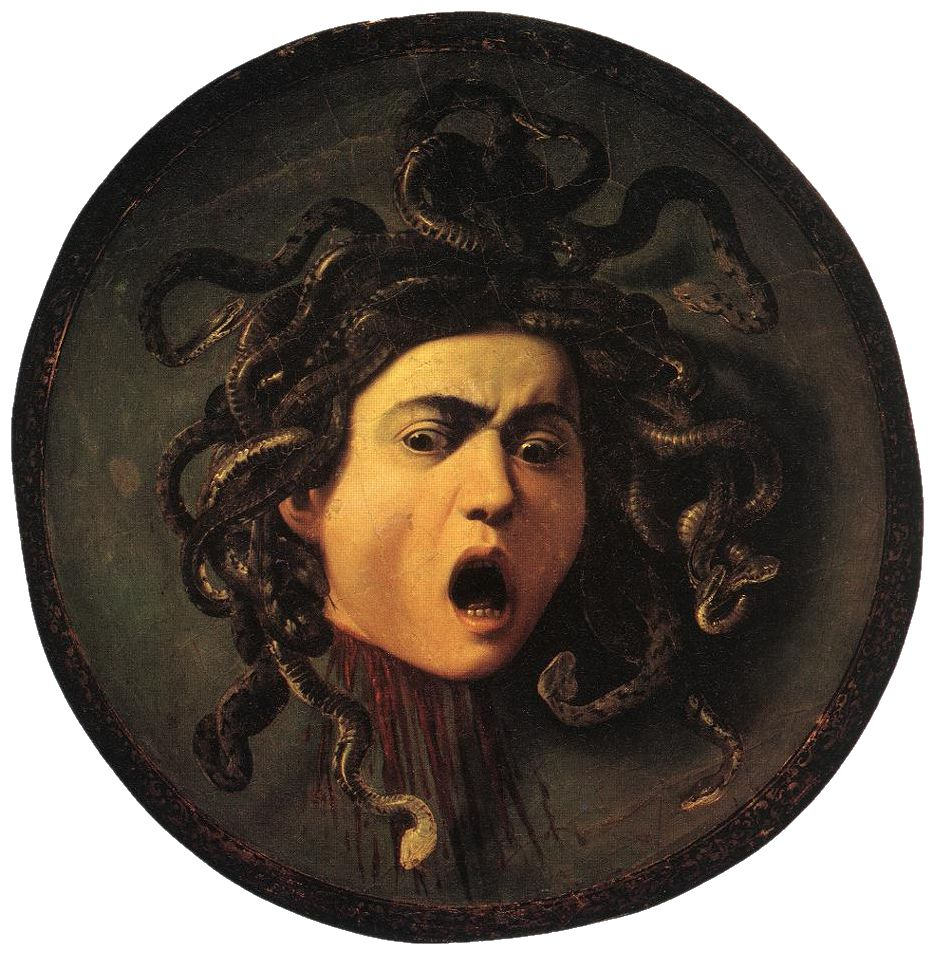
Cabeza de Medusa, de Caravaggio, 1590-1600.

El protagonista, anteriormente llamado Gilles, es Pierrot, típico personaje de la comedia del arte. No obstante, está representado de manera poco acorde con un desenvuelto Pierrot: está de pie, con los brazos caídos, tímido y melancólico. Viste de blanco, con unos pantalones que le quedan cortos. En los pies lleva zapatillas con dos lazos rojos. No parece un animado personaje de la comedia del arte, sino más bien ensimismado y soñador. Más que un ser humano, parece una marioneta.
No se sabe con certeza quién es la persona aquí representada, si se trata de un autorretrato, un retrato de un actor o de algún amigo de Watteau, o si se trata de un producto de su imaginación.
Su actitud contrasta con la de los compañeros que están detrás de él sí se manifiestan desenvueltos, vitales y divertidos
Son personajes típicos de la comedia del arte: a la izquierda está Casandro, el doctor, sobre un asno que parece prestar atención al protagonista. A la derecha están, en primer lugar, el enamorado Leandro con un gorro en forma de cresta y expresión de sorpresa.
La forma de pintarse esta cabeza y la expresión de sorpresa recuerdan a la Cabeza de Medusa de Caravaggio (1590-1600). Los otros dos personajes serían la joven Isabel y el elegantón capitán. Esos personajes permanecen indiferentes al Pierrot del primer plano. 
Esta pintura está considerada una obra maestra de su autor gracias a la fluidez de su pincelada, los colores brillantes y el punto de vista, desde abajo, adoptado por el autor.